# Фентъзи свят
Фентъзи свят е свят, създаден за измислени медии, като литература, филми или игри. Типичните фентъзи светове се отличават с магически способности. Някои светове може да са паралелен свят, свързан с Земята чрез магически портали или предмети (като Нарния); въображаема вселена, скрита в нашата (като Хари Потър); измислена Земя, поставена в далечното минало (като Средна земя) или бъдеще (като Умираща Земя); алтернативна версия на нашата История (като света на Лира); или напълно независим свят, разположен в друга част на вселената (като галактиката Междузвездни войни).
Много фентъзи светове наблягат на истинска история, география и социология, както разбира се и на фолклора.

## Сюжетна функция
Мястото на действие във фентъзито често е от голямо значение за сюжета и героите на историята. Самата обстановка може да бъде застрашена от злото на историята, да претърпи бедствие и да бъде възстановена от трансформацията, която историята предизвиква. Истории, които използват настройката просто като фон за историята, са критикувани за неспособността им да я използват напълно.
Дори когато самата земя не е в опасност, тя често се използва символично, за тематични цели и за подчертаване на настроения. За читателите фентъзи световете предлагат „място... [където] предположенията и желанията [относно жанра] се потвърждават“ и емоционално удовлетворен идващо от различните елементи на света, отговарящи на очакванията на читателите за качество.

## История
Ранните фентъзи светове се появяват като фантастични земи, част от една и съща планета, но разделени от географски бариери. Например Оз, въпреки че е фантастичен свят във всяко отношение, е описан като част от този свят.
Макар че средновековните селяни, които рядко, ако изобщо са пътували далеч от селата си, не са могли категорично да кажат, че е невъзможно, например, огър да живее на един ден път, от Ренесанса нататък са били необходими далечни континенти, за да бъдат правдоподобни подобни фантастични спекулации, докато накрая по-нататъшното изследване прави всички подобни земни фантастични земи неправдоподобни.
Дори само в рамките на няколко десетилетия, Оз, който е бил разположен в пустиня в Съединените щати, когато за първи път е писано през 1900 г., е преместен на място в Тихия океан.
Един ранен пример за концепцията за фентъзи земя/свят може да се види в "Хиляда и една нощ" ("Арабски нощи"), където места, за които се знае малко, но където появата на чудеса е по-достоверна, трябваше да бъдат поставени „дълго преди" или "далече". Това е процес, който продължава и накрая кулминира във фентъзи света, който има малка връзка, ако има такава, с действителните времена и места. По-пресен пример за фентъзи свят с определени връзки с действителния свят е Исландия на Остин Тапан Райт. Отдалечеността и аурата на мистерия на Исландия, както и запазването на аркадско общество, се обясняват със закон, който позволява само ограничен контакт с чужденци.
Рамката "свят на сънищата" също някога е била обичайна за обгръщане на фентъзи света с обяснение на неговите чудеса. Такава мечтана рамка е добавена към историята на „Вълшебникът от Оз“ за филмовата версия; в книгата Оз е ясно дефиниран като действително място. Хауърд Лъвкрафт използва активно рамката на съня, създавайки сложни географски области, достъпни за хората само когато спят и сънуват. Тези настройки на сънищата са критикувани  и днес са много по-рядко срещани.
Тази промяна е част от обща тенденция към по-съгласувани и съществени фентъзи светове. Това също е променило характера на сюжетите; по-ранните произведения често са включвали самотен индивид, чиито приключения във фантастичния свят са от лично значение и където светът очевидно съществува, за да даде обхват на тези приключения, а по-късните произведения по-често представят герои в социална мрежа, където техните действия са за спасяване на свят и тези в него от опасност.

## Общи елементи
Най-разпространеният фентъзи свят е този, базиран на средновековна Европа и е такъв, откакто Уилям Морис го използва в ранните си фентъзи творби, като "Кладенецът на края на света". и особено след публикуването през 1954 г. на "Властелинът на пръстените" на Дж. Р. Р. Толкин. Такъв свят често се нарича "псевдо-средновековен" - особено когато писателят е грабнал произволни елементи от епохата, обхващаща хиляда години и един континент, и ги е хвърлил заедно, без да вземе предвид тяхната съвместимост, или дори е въвел идеи, които не са толкова до голяма степен се основава на средновековната епоха, както и на романтични възгледи за нея. Когато тези светове са копирани не толкова от историята, колкото от други фантастични произведения, има силна тенденция към еднообразие и липса на реализъм. Пълната ширина на средновековната епоха рядко се използва. Правителствата, например, са склонни да бъдат безкомпромисно базирани на феодали или зли империи или олигархии, обикновено корумпирани, докато в действителното Средновековие е имало много повече разнообразни правила. Фентъзи световете също са склонни да бъдат икономически средновековни и непропорционално пасторални.
Внимателното изграждане на света с прецизното внимание към детайла често се цитира като причина някои фантастични произведения да са дълбоко убедителни и да съдържат магическо усещане за място. Твърдото и вярно използване на обстановката от реалния свят за вдъхновение, както в „Мостът на птиците“ на Бари Хюгарт, очевидно произлизащ от Китай, или използването на култури от реалния свят от Лойд Александър като уелската за „Хрониките на Придейн“ или индийската за „Железният пръстен“, правят границата между фантастичните светове и алтернативните истории е размита. Използването на културни елементи и още повече история и география, от действителни условия, тласка работата към алтернативна история.
Обратно, създаването от автор на въображаема страна - като Руритания или Граустарк - не превръща автоматично тази въображаема страна във фантастичен свят, дори ако местоположението би било невъзможно в действителност поради липса на земя, която да го задържа; но такива руритански романи могат да бъдат изтласкани към категорията на фантастичните светове чрез въвеждането на фигури като вещици и мъдри жени, където не е ясно дали тяхната магия е ефективна.
Според Лин Картър във "Въображаеми светове: Изкуството на фантазията", фантастичните светове по своята природа съдържат някакъв елемент на магия (паранормален). Този елемент може да бъде създанията в него (дракони, еднорози, джинове и т.н.) или магическите способности на хората, обитаващи света. Те често са извлечени от митологията и фолклора, често този на историческата страна също се използва за вдъхновение.

## Изградени светове
Фентъзи светове, създадени чрез процес, наречен изграждане на света, са известни като конструиран свят. Конструираните светове усъвършенстват и правят самосъгласувана обстановката на фантастичната работа. Световното изграждане често разчита на материали и концепции, взети от реалния свят.
Въпреки използването на магия или други фантастични елементи като дракони, светът обикновено се представя като такъв, който би функционирал нормално, такъв, в който хората действително могат да живеят, което има икономически, исторически и екологичен смисъл. Смята се за недостатък например пиратите да живеят в земи, далеч от търговските пътища, или да се определят цени за нощувка в странноприемница, които биха се равнявали на доходи за няколко години.
Освен това, фантастичните елементи в идеалния случай трябва да работят според собствените си самосъгласувани правила; например, ако заклинанията на магьосниците изсмукват силата им, магьосник, който не изглежда да страда от това, трябва или да поставя фасада, или да има алтернативно обяснение. Това отличава фантастичните светове от сюрреализма и дори от такива светове на сънища, каквито се намират в Приключенията на Алиса в страната на чудесата и В огледалото.

## Примери
- Л. Франк Баум е създал Земята на Оз за своя роман „Магьосникът от Оз“ и неговите оригинални продължения. Той е един от малкото автори преди Толкин, които използват последователни вътрешни географии и истории, за да обогатят своя свят.
- К.С. Луис, автор на „Хрониките на Нарния“, развива романите на тази поредица предимно в магическа земя, наречена "Нарния". Луис е колега на Толкин и техните измислени светове споделят няколко ключови елемента.
- Тери Пратчет е създал "Светът на диска", голям диск, лежащ на гърбовете на четири огромни слона, които от своя страна стоят на гърба на огромна костенурка, докато тя бавно плува в космоса.
- Дж. Р. Р. Толкин е създал "Арда", известен фентъзи свят. Той въвежда няколко революционни концепции в приказната фантастиката (фентъзи) и популяризира идеята за фантастични светове със сложни детайли. Той пише надълго и нашироко за процеса, който нарича „подсътворяване“. Средната земя е предназначена да бъде Старият свят на Земята в една измислена древна епоха.
- Джордж Р. Р. Мартин е създал измислен свят за своята поредица от романи „Песен за огън и лед“. Мартин казва през 2003 г., че пълните карти на света умишлено не са били предоставени, така че читателите да могат по-добре да се идентифицират с хората от истинското Средновековие, които не знаели далечни места. По-голямата част от историята се развива на западния континент Вестерос, но някои се развиват на източния континент Есос. Южният континент Соториос също е показан на карти, с възможен четвърти континент, Ултос, на изток. Карта на света е показана в заглавната последователност на телевизионната адаптация на HBO, "Игра на тронове.
- Робърт Джордан е създал неназован измислен свят за своя opus magnum "Колелото на времето", по който е продуциран съответстващ едноименен сериал.

Поради неясната граница между фентъзи и научна фантастика, понякога е трудно да се направи твърдо и бързо разграничение между „фентъзи светове“ и планети в научната фантастика. Например, световете на Барсум, Дарковър и Гор съчетават елементи от двата жанра и фентъзи световете може да имат несъществуваща, мощна технология.

## Приказно и комично фентъзи
Приказното фентъзи може да пренебрегне нормалното изграждане на света, за да представи свят, работещ по същата логика като приказките, от които са извлечени, въпреки че други произведения в този поджанр развиват своите светове напълно. Комичното фентъзи може да игнорира цялата възможна логика в търсене на хумор, особено ако пародира погрешното изграждане на света на други фентъзи, както в "Dark Lord of Derkholm" на Даян Уейн Джоунс, или нелогичността на обстановката е неразделна част от комедията, както в L „Соломоновият камък“ на Лион Спраг де Камп, където фантастичният свят е населен от героични и бляскави фигури, за които хората мечтаят да бъдат, което води до сериозен недостиг на работници в по-обикновените, ежедневни индустрии. Повечето други поджанрове на фентъзито страдат, ако изграждането на света бъде пренебрегнато.

## Отстъпление на магията
Вместо да създават свой собствен фантастичен свят, много автори избират да разположат своите романи в миналото на Земята. За да обяснят отсъствието на чудотворни елементи, авторите могат да въведат „отстъпление на магията“ (понякога наричано „изтъняване“), което обяснява защо магията и другите фантастични елементи вече не се появяват:  Например във "Властелинът на пръстените", унищожаването на Единствения Пръстен побеждава Саурон, но също така унищожава силата на Трите пръстена на Елфите, което довежда до отплаването им на Запад в края на историята. Съвременната фантазия непременно се развива в това, което претендира да бъде реалният свят, а не свят на фантазиите. Може обаче да включва препратки към такова отстъпление. "Фантастични животни и къде да ги намерим" на Дж. К. Роулинг обяснява, че магьосниците в крайна сметка са решили да скрият всички магически същества и артефакти от обикновените хора ("мъгълите").

## Ролеви игри
"Подземия и Дракони", първата голяма ролева игра, е създала няколко детайлни и комерсиално успешни фентъзи светове (наречени „кампейн сетинги“), с установени герои, местоположения, истории и социологии. "Забравените Вселения" или Абейр-Торил е може би най-широко развитият от тези светове с приключенията на мрачния елф Дризт До'Урден от Робърт А. Салваторе, следван от Грейхоук и Крин, където се развива поредицата "Драконовото Копие" на Маргарет Вайс и Трейси Хикман.